# Coleophora summivola
Coleophora summivola é uma espécie de mariposa do gênero Coleophora pertencente à família Coleophoridae.